# Trifón Muñoz y Soliva
Trifón Muñoz y Soliva, né le 3 juin 1811 à Cuenca et mort en 1869, est un ecclésiastique et historien espagnol.

## Publications
- (es) Historia de la muy N. L. E I. Ciudad de Cuenca, 1866.
- (es) avec Domingo Muelas Alcocer, Noticias de todos los Ilmos. señores obispos que han regido la diócesis de Cuenca, aumentadas con los sucesos mas notables acaecidos en sus pontificados y con muchas curiosidades referentes a la Santa Iglesia Catedral y su cabildo y a esta ciudad y su provincia.